# Kirsebergsstaden
Kirsebergsstaden [tj-] eller "Backarna" är ett delområde i stadsdelen Kirseberg, Malmö. Äldre benämningar har varit "Tjissebjershusen", "Tjyssebjershusen" och, "Tjyssebärshusen". Lokalt säger man på Kirseberg eller på backarna, men även andra namn som Östra förstaden samt Kirsebergsvången har förekommit.        

## Geografi
Området begränsas av Södra stambanan i nordväst och Staffanstorpsbanan i sydväst och sydost. 
Centralt i området finns det egentliga Kirseberg, en tydligt markerad kulle. I öster finns Beijers park och i väster Gerlachs park och Östervärns station. I norr ligger Dalhemsparken och i söder ett industriområde där SJs gamla huvudverkstad låg. 
Här finns Bulltoftaskolan (F-6), Kirsebergsskolan (F-6) och friskolan Backaskolan samt Körsbärets, Cymbalens, Kirsebergstornets, Kvarnlyckans, Gripens och Malmö Friskolas förskolor. 
Dalhems idrottsplats och Kirsebergs ishall är områdets idrottsanläggningar. Anstalten Malmö Kirseberg från 1914 är ett av landets äldsta fängelser, används dock ej längre av kriminalvården.

## Historia
Namnet Kirseberg anses ha göra med körsbärsträd. Äldsta beläggen är Keseberg år 1517 och Kæsebiergh år 1529. Senare under 1500-talet kallades området Kejseberg. Uppe på höjden i nuvarande Garnisonsplanteringen låg en av Malmös avrättningsplatser. Här brände man en rad Malmökvinnor på bål efter att de dömts i tingsrätten för häxeri. I slutet av 1600-talet kallades två höjder här för Stora Kiörseberg och Lilla Kiörseberg. Vid den stora backen fanns det åkrar och ängar. Kirseberg var indelat i 16 lotter som utarrenderades av fyra borgare från Malmö. I mitten på 1800-talet fanns ett garnisonshus och en kyrkogård för fångar på en av lotterna.
Kirseberg var en av de arbetarförorter som vid den här tiden växte upp på olika ställen utanför Malmö och den äldsta bevarade bostadsbebyggelsen härstammar från 1860- och 70-talen. Särskilt i Kirsebergsstaden, ligger hyreshus sida vid sida med låga gatuhus som byggdes när landsbygdsbor flyttade närmare stan i början av 1900-talet, men som var för fattiga att ha råd att bosätta sig inom stadens gränser.
1914 byggdes Malmös nya fängelse, Anstalten Malmö Kirseberg, också kallad Kirsebergsanstalten. Anläggningen är numera tagen ur bruk men användes som temporär sovsal under flyktingkrisen 2015.
Höjdskillnaderna på området gentemot övriga Malmö gjorde att ett av stadens vattentorn byggdes här på 1879 och huvudgatan fick namnet Vattenverksvägen. Kirsebergs vattentorn inreddes 1915 till nödbostäder för att akut lösa bostadsbristen. Här bodde flera av de fattigaste familjerna i hela Malmö.
1883 fick stadsdelen en folkskola, ritad av John Smedberg. Skolan, som revs 1955, men var belägen mellan Lundavägen och Norra Bulltoftavägen och den kompletterades 1914 med ytterligare byggnader ritade av Salomon Sörensen. I början av 1950-talet tillkom ytterligare byggnader ritade av Ludvig Nilsson och Clas Almquist. Nilsson ritade ett par år senare även Bulltoftaskolan i stadsdelens västligaste del.
Sedan 1901 ligger Mölledals kvarn, en stubbamölla, i östra Kirseberg. Den byggdes ursprungligen vid Södervärn, och har flyttats tre gånger, till nuvarande Kungsparken 1667 och till platsen för Värnhemstorget 1805.
Under bostadsbristens år efter första världskriget lät staden bygga nödbostäder, ofta i de östra stadsdelarna. Vid Södra Bulltoftavägen byggdes Östergård efter August Ewe & Carl Melins ritningar. Det var ett för tiden stort bostadskomplex med 192 smålägenheter. Genom byggandet av Östergård befästes Kirsebergs karaktär av arbetarförstad.

Mentalsjukhuset Östra Sjukhuset etablerades i anslutning till stadsdelen på 1930-talet och en alkoholistanstalt inrymdes i slutet av 1940-talet i en byggnad söder om Södra Bulltoftavägen.
På  Kirseberg har två av Malmös viktigaste förlagsverksamheter funnits. När Hemmets Journal AB 1925 flyttade till Malmö förlades verksamheten till Kirseberg och lokaler i kvarteret Ryggen. 1940 byggdes nya kontorslokaler och fastigheten har därefter, särskilt under 1950-talet fått en rad ny- och tillbyggnader av bland annat marketenteri (ritat av Tage Møller 1953) och tryckerilokaler. Hemmets Journal har ännu år 2000 sin verksamhet förlagd till Kirseberg. 1932 startade Allhems förlag. Förlaget byggde 1936 ett stort förlagshus i kvarteret Sporren på Kirseberg. Arkitekt var Dan Nilsson från Limhamn. Större tillbyggnader skedde 1942 och 1952 med Carl-Axel Stoltz respektive August Stoltz som arkitekter. Verksamheten vid Allhems på Kirseberg upphörde i början av 1980-talet och byggnaderna har därefter använts för olika verksamheter, bland annat har Teater 23 utnyttjat delar av anläggningen. Det fungerar nu som företagshotell med småföretag av olika slag, till exempel bageri och gym.
I kvarteret Ryggen byggde Kockums under 1950-talet arbetarbostäder för invandrade varvsarbetare.

## Bebyggelse
Bebyggelsen är varierad. Den består till stor del av flerfamiljshus från första halvan av 1900-talet, men det finns även en del äldre gatuhus från sekelskiftet. Längs Södra Bulltoftavägen och Vattenverksvägen finns exempel på väl bevarad bebyggelse från tiden före första världskriget.

### Kirsebergs torg
Det obebyggda området mellan Vattenverksvägen, Maltgatan, Kejsargatan och Källargatan benämns sedan 1945 Kirsebergs torg. Torget omges på tre sidor av byggnader från 1960-talet medan Vattenverksvägen bildar gräns mot norr. Vid platsens södra sida låg sedan början av 1880-talet Mattsonska bryggeriet. Bryggeriet och övriga äldre byggnader som omgav torgbildningen revs i slutet av 1950-talet och i mitten av 1960-talet. En ny stadsplan för kvarteret Blosshögen, öster om torget, fastställdes 1958. Här byggdes 1961–64 en telestation ritad av arkitekten Per-Olof Olsson, verksam i Stockholm. I byggnaden har sedan den var färdig funnits ett postkontor i bottenvåningen och sedan 1991 finns här också ett apotek. De övre våningarna är mycket slutna till följd av husets funktion. Till den slutna, tunga karaktären och något fästningslika intrycket bidrar det mörka, bruna teglet. 
Ett nytt planförslag för kvarteret Mjödet, utformat av Gabriel Winge, förelåg i maj 1965. Under hösten samma år revs de äldre byggnaderna i kvarteret och nya projekterades av Thorsten Roos Arkitektkontor. Den nya planen fastställdes 20 december 1965, men redan en vecka tidigare hade byggnadsnämnden beviljat bygglov. Byggherre för detta stora sammanhängande byggnadskomplex, som planerades ligga i sluttningen från torget till Södra Bulltoftavägen, var Henning Perssons Byggnads AB. Mot torget placerades en varuhall i en våning. Varuhallen omfattar 1 250 kvadratmeter butiksyta och där inryms år 2000 en Konsumbutik och en video- och tobaksaffär. Vinkelrätt mot torget, i kvarteret Mjödets östra del, byggdes ett skivhus i sju våningar med 54 lägenheter fördelade på två trapphus. Huset har fasader i gult tegel och en distinkt enkel form som förstärks av de enhetligt utformade kvadratiska fönsterna. Även balkongernas placering, indragna i längsfasaderna och utbredda över gavlarna, framhäver den enkla formen. 
Närmast Södra Bulltoftavägen placerades två parallella fyravåningshus med bostäder i de två övre våningarna. Gårdsplanen mellan dessa lades i nivå med Kirsebergs torg, vilket genom nivåskillnaden mellan torget och Södra Bulltoftavägen innebar att det var möjligt att under hela detta gårdsplan inrymma lokaler för handel, lager och garage i två våningar. Fasaderna i de södra delarna av byggnadskomplexet är av betongelement. Även byggnaden i kvarteret Vårdkasen på torgets västra sida uppfördes 1965 av Henning Persson Byggnads AB, efter ritningar av Thorsten Roos Arkitektkontor. Huset har fyra våningar mot torget och hela fasaden täcks av balkonger. Väggar och bjälklag av betong bildar ett rutmönster över hela fasaden, ett tema som även återfinns på skivhusets gavelfasader.  Husets entréer ligger på gavlarna och mot Torngatan har huset två våningar. 
Torget, som lutar svagt mot norr,  omges på alla fyra sidorna av träd, gamla och nyplanterade. Torget delas i två delar, dels en asfalterad parkeringsplats i söder närmast Konsumbutiken, dels en grusad yta i norr,  närmast Vattenverksvägen. Det har en informell karaktär som dels beror på den anspråkslöst grusade ytan, dels att bostadshuset i väster har hela sin fasad täckt av balkonger mot torget. Samtidigt känns torget något ödsligt genom avsaknaden av bostadsentréer mot torget och slutenheten i telestationen. På den grusade ytan finns en bronsskulptur på en stensockel av Bengt Gate från 1977.

### Bebyggelse byggt efter 1945
Under 1930-talet och början av 1940-talet byggdes endast ett fåtal hus i Kirseberg. De uppfördes av privata byggherrar och det är anmärkningsvärt hur låg standard vissa av dessa hyreshus fick. Många lägenheter var mycket små, saknade balkonger och en del lägenheter hade inte ens egna toaletter.
Direkt efter andra världskriget startade en omfattande byggnadsverksamhet som pågick ett par år in på 1950-talet. Byggandet utgick från en stadsplan som Erik Bülow-Hübe utformat 1936. Området fick ett traditionellt gatunät, men samtidigt föreskrev planen att bebyggelsen skulle vara friliggande lamellhus i tre våningar placerade omväxlande i nord-sydlig och östvästlig riktning. För vissa kvarter har planen förändrats senare, till exempel kvarteret Musköten där en rad ”stjärnhus” byggdes i mitten av 1950-talet. För stora delar av stadsdelen gällde dock planen fortfarande år 2000. Under 1960-talet var byggverksamheten på Kirseberg liten. Visserligen uppfördes nya hus vid Kirsebergs torg men för övrigt närmast ingenting. Under 1980-talet skedde en hel del kompletteringsbebyggelse på Kirseberg, särskilt i kvarteren närmast Lundavägen.

### Bostadsrättsföreningen Huggaren
I den norra delen av Kirseberg ligger tio bostadshus som ingår i Bostadsrättsföreningen Huggaren. De ingår i den funktionalistiska  stadsplan som Erik Bülow-Hübe formade för hela Kirseberg år 1936, sammanlagt tio huskroppar. I en sluttning med cirka sex meters nivåskillnad på 100 meter ligger lamellhus i tre våningar grupperade ömsom i nord-sydlig riktning, ömsom i öst-västlig. Huskropparna bildar inga tydliga gårdsrum, något som förstärks av sluttningen och frånvaron av stora träd eller andra rumsskapande planteringar. Husen har ljusa fasader, antingen putsade eller med gult räfflat tegel, något som ger en lätt karaktär. Detta understryks av de minimala taksprången, de släta pappklädda taken och det distinkta mötet mellan tak och gavel. De olika husen har samma grundform med smärre variationer. Husens stil är en modifierad form av funktionalism. Fritz Jaenecke var en tysk arkitekt inflyttad till Malmö före andra världskriget. Han var skolad i funktionalismens anda, vilket märks i hans hus på Kirseberg. Dock har den renodlade funkisen med platta tak och endast putsade fasader övergetts. Husen uppfördes av BGB (Malmö Byggmästares Gemensamma byggnadsförening u p a) som överlät dem till HSB. I ett avtal mellan BGB och HSB hade överenskommits att BGB skulle bygga en viss andel av HSB:s hus mot att BGB inte själva startade bostadsrättsföreningar som konkurrerade med HSB. När husen var nya var sammansättningen av de boende relativt blandad, men jämfört med till exempel HSB:s bostadsrättslägenheter i Mellanheden i västra Malmö var andelen industriarbetare högre och andelen utbildade mindre. Husen har genomgått ombyggnader som delvis har förändrat deras karaktär. Balkongerna har gjorts större och för att möjliggöra detta fått utanpåliggande bärning av betongpelare och konsoler. Dessutom har många balkonger glasats in. Alla husen har fått nya entrépartier, en utbyggnad som bland annat innehåller soprum. Därtill har de ursprungliga fönstren bytts ut mot nya med bågar i naturfärgad aluminium.

### Kvarteret Remmen och Spännet
Området ligger i östra delen av Kirseberg och begränsas av Musketörsgatan, Ryttaregatan och Vattenverksvägen. Det är en del av den funktionalistiska stadsplan som Erik Bülow-Hübe formade för hela Kirseberg år 1936. Det omfattar fyra i princip likadana lamellhus i tre våningar grupperade på två sidor om en allmän grönyta, Ryttarehagen. Husen ritades 1946 av Fritz Jaenecke och byggdes av BGB (Malmö Byggmästares Gemensamma byggnadsförening u p a). Därefter såldes husen till privata fastighetsägare. Husen är uppförda i gult tegel och har ett flackt sadeltak som är belagt med papp. Det minimala taksprånget tillsammans med de lätta balkongerna ger husen deras distinkta karaktär. Fasaderna delas upp genom att balkongerna mot väster har dragits in en knapp halvmeter i fasaden, dessutom är husen bredare i ändarna. Subtila förkjutningar i fasad och sektion samspelar med asymmetriska fönsterindelningar och ger tillsammans med ursprungliga detaljer husen deras speciella karaktär. De har en hög arkitektonisk klass och skiljer därmed ut sig från merparten av de liknande hus som byggdes i stor mängd i Malmö vid den här tiden. Att de dessutom befinner sig i mer eller mindre i originalskick förstärker intrycket. Husen innehåller i likhet med det övriga byggnadsbeståndet på Kirseberg endast små lägenheter, omkring hälften är enrummare  och hälften är tvårummare. Standarden är relativt hög med väl tilltagna kök, stora garderober och balkonger i alla lägenheter. I ett av husen ut mot Musketörsgatan fanns ursprungligen en mjölkbutik. Denna har sedan utökats genom att en mindre lägenhet byggts om och fungerar sedan slutet av 1980-talet som pizzeria.

### Höga Mölla
Höga mölla var en Holländsk väderkvarn som stod upp på backen, Högamöllebacken, som gränsar mot Gerlachs park. Den uppfördes1805 som den första väderkvarnen av holländsk variant. Möllan såldes och flyttades 1906, återuppsattes i Västra Klagstorp. Högamöllegatan är uppkallad efter Höga möllan.

## Parker och grönområden

### Beijers park
Det största grönområdet i Kirseberg är Beijers park. Parken är belägen öster om stadsdelen. År 1885 arrenderade bröderna Gottfried och Lorens Beijer området för att i filantropisk anda etablera en park. Den tänktes motsvara Kungsparkens roll inne i staden. När Gottfried Beijer dog 1901 övertogs området av staden. Dåvarande stadsträdgårdsmästaren Gunnar Isberg fick i uppdrag att färdigställa parken och 1904 öppnades den för allmänheten.  Den utvidgades 1911–15 och även då svarade Isberg för gestaltningen, vilken även omfattade förändringar i den äldre delen. Syftet var att skapa enhetlighet och att förbereda området för en planerad och utökad naturpark mot Segeå, vilken dock aldrig realiserades. I början av 1930-talet ändrades parken åter då stadsträdgårdsmästare Birger Myllenberg slopade äldre gångsystem, utvidgade dammen och gräsytorna. Han förstärkte genom detta karaktären av engelsk landskapspark. Parken har utvecklats mot att bli en miljöpedagogisk park med ekologiska stationer som används i skolbarns naturundervisning.

### Sperlings hage
Sperlings hage är en mindre park som ligger norr om Vattenverksvägen, intill kvarteren Hillebarden 2 och Hillebarden 3.

### Gerlachs park
Gerlachs park ligger mellan Lundavägen och Högamöllegatan.

### Garnisonsplanteringen
Garnisonsplanteringen är en park som ligger mellan Högemöllegatan, Torngatan och Kirsebergstornet. Även kallad "Tjuvaparken".

### Gustav Freijs plats
Gustav Freijs plats är en park som ligger mellan Södra Bulltoftavägen och Vattenverksvägen, bakom Kyrkan.

## Religion
1928 uppfördes en kyrka vid Vattenverksvägen. Den ritades av domkyrkoarkitekten Theodor Wåhlin. 1970 byggdes ett församlingshem i anslutning till kyrkan, ritat av Erik Månsson och Kenneth Neil.

## Transport

### Järnväg
Sjölunda var tidigare hållplats på Södra stambanan . Hållplatsen låg strax bredvid Sjölundaviadukten.
Östervärns station, järnvägsstation på Kontinentalbanan. 

## Idrott

### Fotboll
Den största fotbollsklubben i området är BK Flagg som spelar på Dahlhems IP. Klubben grundades 1932 av ett gäng tonåringar. Första gången de deltog i en serie var 1934. Det var Malmöserien och de gick segrande ur den.
År 2005 bildades Backarnas FF som är damfotbollslag.
Tidigare fanns även Malmö City Football Club (tidigare Kirseberg IF). Klubben gick i konkurs 2024.
Sjölunda IF var en fotbollsklubb som grundades 1927, och 1952 bytte namn till Bulltofta IF.

### Brottning
Brottarna Gustav Freij och Calle Westergren är båda uppväxta i Kirsebergsstaden och representerade den lokala brottningsklubben IK Sparta. Freij har 3 OS-medlajer på sin meritlista, med ett OS-guld 1948, OS-silver 1952 samt OS-brons 1960. Westergren tog 3 OS-guld 1920, 1924 och 1932.